# Флорищева пустынь
Успе́нская Флори́щева пу́стынь — мужской монастырь Выксунской епархии Русской православной церкви, расположенный в посёлке Фролищи Володарского района Нижегородской области, на холме, именуемом Флорищевой красной горой, возле реки Лух. Основные постройки, включая собор, трапезную Троицкую церковь и отдельно стоящую колокольню, возведены на рубеже 1670-х и 1680-х гг.

## История
Монастырь основан в середине XVII века схимонахом Мефодием, но первым строителем был сподвижник его Иларион, впоследствии митрополит Суздальский и Юрьевский. Пятиглавый четырёхстолпный соборный храм Успения Божией Матери заложен в 1680 году и освящён 30 сентября следующего года митрополитом Смоленским Симоном в присутствии царя Фёдора Алексеевича. На рубеже XVIII века был построен сохранившийся настоятельский корпус.
К святыням обители до её закрытия в 1923 году принадлежали особо чтимые иконы Божией Матери: Владимирская, написанная знаменитым иконописцем Иваном Чириным в 1464 году, Успения — копия Киево-Печерской, Цареградская — времён Илариона, Одигитрии, Троеручицы — дар патриарха Никона, копия Киккской. Находившиеся в соборе иконы — Успения, Вседержителя,  Кипрская  и другие — написаны знаменитым царским иконописцем XVII века Симоном Ушаковым. Ризница пополнялась вкладами царя Фёдора Алексеевича и его бояр. В библиотеке хранились ценные рукописи, старопечатные книги, грамоты и акты XVII и XVIII веков.
Пустынь имела больницу для братии, странноприимный дом. К ней был приписан Знаменский Красногривский монастырь в Гороховце, основанный в 1670 году.
В XVIII веке в монастыре нашёл приют князь Борис Алексеевич Голицын, сподвижник Петра I, казанский воевода, который принял постриг под именем Боголеп.
Непродолжительное время в сей обители пребывал в наказании Сергей Труфанов (монах Илиодор, сначала друг, а затем злейший враг Григория Распутина). Откуда пытался бежать и был бит монахами.
Обитель была закрыта 1 апреля 1923 года, а позже частично разрушена. В советское время в монастыре располагалась войсковая часть РХБЗ. Рядом с монастырём, под горой, до 1995 года располагался лесопромкомбинат Министерства обороны.

## Современная жизнь обители
20 апреля 2005 года Священный синод Русской православной церкви благословил преобразование прихода в честь Успения Божией Матери в посёлке Фролищи Володарского района Нижегородской области в Свято-Успенский мужской монастырь Флорищева пустынь.
23 августа 2006 года в храме в честь Святой Живоначальной Троицы прошла первая божественная литургия архиерейским чином.
31 мая 2007 года архиепископ Нижегородский и Арзамасский Георгий освятил храм во имя Пресвятой Троицы. Ныне восстановлены: надвратная церковь Петра и Павла; тёплая церковь Троицы Живоначальной с примыкающей братской трапезной келией; 49-метровая колокольня со вновь отлитыми колоколами и часами-курантами; настоятельский корпус; казначейский корпус. Восстанавливается пятиглавый собор Успения Пресвятой Богородицы (установлены вновь изготовленные главы, отремонтированы фасад и кровля, идёт реставрация внутреннего убранства собора); рухлядного корпуса. Все остальные объекты монастыря покрыты кровлей и очищены от мусора в преддверии восстановления.
Летом 2008 года было проведено исследование фундамента Успенского собора, которое показало, что основание находится в хорошем состоянии. Было проведено укрепление фундамента, отремонтированы стены, своды и внутренние перегородки, сооружена кровля, утеплён пол и вставлены окна.
12 июля 2009 года архиепископ Нижегородский и Арзамасский Георгий совершил божественную литургию в Церкви Святой Троицы. Крестные ходы вокруг пустыни бывают 29 июня и 15 августа.
В августе 2009 года художники мастерской «Традиция» при нижегородском соборе в честь святого благоверного князя Александра Невского завершили роспись алтаря храма в честь святых апостолов Петра и Павла. В качестве иконографических образцов художники выбрали работы византийских мастеров XII века.
14 декабря 2012 года епископ Выксунский и Павловский Варнава совершил Великое освящение надвратного храма в честь святых апостолов Петра и Павла и преподобного Ефрема Сирина. В 2019 году было открыто подворье монастыря в селе Нуча Ардатовского района.